# Pteromalus cerealellae
Pteromalus cerealellae is een vliesvleugelig insect uit de familie Pteromalidae. De wetenschappelijke naam is voor het eerst geldig gepubliceerd in 1902 door Ashmead.